# Шиљкан
Шиљкан (лат. Anas acuta) врста је патке са широким ареалом распрострањења. Гнезди се на северу Европе, Азије и Северне Америке. То је птица селица која зимске месеце проводи од југа ареала гнежђења до екваторијалног појаса. Иако има широк ареал распрострањења, ова врста је без географских поврста, а могућа конспецијска врста, итанов шиљкан (Anas eatoni) сматра се одвојеном врстом.
Ово је већа патка, а избачена средња пера репа код мужјака су разлог добијања овог имена, како на српском, тако и на латинском. Оба пола имају плаво-сиве кљунове и сиве ноге. Обојеност мужјака је упечатљивија, код кога се уочава танка бела линија од задње стране чоколадно обојене главе низ врат. Мужјак такође има атрактивније обојено перје, сиве, браон и беле боје, а на боковима и леђима се могу уочити црно обојени делови. Обојеност женке је суптилнија и ублажена, са тамним смеђим перјем сличним оним код женки патака које не зарањају у потрази за храном. Женке имају грубо гакање као начин оглашавања, док мужјаци имају звиждук сличан флаути.
Шиљкан је патка која насељава отворена влажна подручја, где се гнезди на земљи и најчешће на пристојној удаљености од воде. Храни се брботањем у потрази за биљкама, малим бескичмењацима за време гнездеће сезоне. Високо грегарна (воли да се удружује) врста у негнездећем периоду, када формира велика мешовита јата са другим врстама патака. Активност човека, попут пољопривреде, лова и риболова је јако утицао на бројност ове врсте. Међутим, захваљујући великом ареалу распрострањења и великој популацији на сва три континента, није глобално угрожена.

## Таксономија
Врсту је први описао Карл Лине у својо Systema naturae из 1758. године као Anas acuta. Научно име долази од латинских речи: anas, значи "патка, пловка" и acuta, што значи зашиљити од глагола acuere.
Неуобичајено за врсту са великим ареалом распрострањења, ова врста нема географске подврсте. Тврдило се да је исчезли шикљкан са Манра острва једина позната подврста, тристамски шиљкан, A. a. modesta, али не постоји ништа што га одваја од номиналне врсте.

## Опис
Шиљкан је патка средње величине са дужином крила од 23,6 до 28, 2 центиметра и распоном крила између 80 и 95 центиметара. Мужјак је 59—76 центиметара дугачак и тежи 450—1.360 грама, па је тако значајно већи од женке, која је 51—64 центиметра дугачка и тежи 454—1.135 грама. Величина шиљкана се поклапа са величином патке глуваре, само је шиљкан виткији, издуженији и грацилнији, са дужим вратом и кљуном.
Женка шиљкана је слична осталим женкама паткака истог рода, само и она, као и мужјак, одаје утисак доста елегантније и виткије птице, са дугачким телом и кљуном.
По земљи се креће добро, али се чешће среће на води. Лети јако брзо, са крилима која су помакнута ка задњем делу тела, што је у супротности са летом осталих патака.
Оглашавање мужјака је мекани пруп-пруп звиждук, сличан звуку патки крџи (лат. Anas crecca), док женка има оглашавање слично женки глуваре.
- Женка шиљкана, распон крила
- Изглед репа приликом зарањања (мужјак десно)

## Распрострањење и станиште
Распрострањена у северној и средњој Европи, односно између 70°и 45° северне географске ширине. Гнезди се на северу Евроазије до Пољске и Монголије на југу и Канади, Аљасци и средњем САД у Северној Америци. Током зиме се може спустити на југ до Панаме и северне субсахарске Африке и тропске Јужне Азије. Северне популације презимљавају у јужној Европи. Мали број мигрира до Пацифичких острва, посебно на Хаваје, где неколико стотина птица проводи зиму на малим влажним ливадама и поплављеним пољопривредним пољима.
У Србији је станарица и релативно је ретка врста. У Србији, односно Војводини, гнезди се спорадично, што је уједно и најјужнија тачка ареала гнежђења. Код нас на доњем Дунаву презимљавају велика јата (и више хиљада) ових птица. Популација је у благом порасту, нарочито у Банату. Настањују рибњаке, слатинасте баре и мочваре обрасле барским растињем.
Гнезди се на отвореним стаништима без шума, као што су водоплавне ливаде, обале језера и тундре. Зими користи широк спектар отворених станишта, попут заштићених естуара, бракичних и мочварних лагуна. Изразито је грегарна врста изван сезоне гнежђења и формира веома велика мешовита јата са другим паткама.

### Гнежђење
Оба пола достижу сексуалну зрелост за годину дана. Мужјак се пари са женском пливајући близу ње, са спуштеном главом и подигнутим репом, стално звиждући. Ако постоји група мужјака, они ће јурити женку у лету док не преостане само један мужјак. Женка се припрема за копулацију, која се одвија у води, спуштајући тело, а мужјак брзим покретима горе-доле помера главу и заскаче женку и хвата њено перје на задњој страни главе кљуном. Након парења, подиже главу и леђа и звижи.
Гнежђење се одвија од средине априла до јуна. Гнездо гради на земљи, сакривено у густој вегетацији на сувој локацији, далеко од воде. Женка полаже до девет јаја прљавобеле боје, једно дневно. Јаја су 55x38 милиметара дугачка и теже 45 грама, од чега 7% отпада на љуску.
Само женка инкубира јаја и инкубација траје од 22 до 24 дана.
Око три четвртине пачића преживи до првог митарења и развијања крила за миграционо летење, али не више од половине преживљава довољно дуго да се репродукује. Максимална забележена старосна доб је 27 година и 5 месеци код птице из Холандије .
- Гнездећи пар
- Јаје из музејске збирке

### Исхрана
Храни се брботањем зарањаем само половине тела у плитким водама у потрази за биљном храном, предвече или увече, па зато током дана најчешће одмара. Дугачак врат јој омогућава да са дна купи храну која је сродним паткама, попут глуваре, недоступна.
Зими се храни биљкама и ризомима водених биљака, мада може укључити и коренове, гранчице и семена пољских биљака, мада јако ређе осталих врста патака из рода Anas. Током сезоне гнежђења се храни бескичмењацима (водени инсекти, мекушци и рачићи).

## Статус
Има широк ареал распрострањења, процењен на 28.400.000 km² и популацију оцењену на око 5,3–5,4 милиона јединки. Стога се не верује да испуњава критеријум прага црвене листе IUCN-а за смањење бројности за више од 30% за десет година или три генерације и процењује се као врста са најмањом забринутости од нестанка на глобалном нивоу.
- Мужјак шиљкана у лету
- Женка шиљкана
- Мужјак у Љубљаници, Slovenia